# Mariam Oulare
Mariam Sire Oulare (14 november 2002) is een Belgische atlete, die gespecialiseerd is in de sprint. Ze werd eenmaal Belgisch kampioene.

## Loopbaan
Oulare nam in 2018 deel aan de Europese kampioenschappen U18 in Győr. Ze werd op de 100 m uitgeschakeld in de halve finale. Op dat nummer nam ze dat jaar ook deel aan de Olympische Jeugdspelen in Buenos Aires. Ze behaalde een zesde plaats in de finale. Ook op het EJOF het jaar nadien in Bakoe haalde ze de finale. Ze werd vierde.
In 2020 nam Oulare met de 4 × 100 m estafetteploeg deel aan de Europese kampioenschappen U20 in Tallinn. Ze werd vijfde in de finale. Eenzelfde resultaat behaalde ze drie jaar later op de Europese kampioenschappen U23 in Espoo. Op de 200 m werd ze dat jaar voor het eerst Belgisch kampioene.
Clubs
Oulare is aangesloten bij Racing Club Brussel.
Familie
Oulare in de dochter van voetballer Souleymane Oulare en de zus van voetballer Obbi Oulare.

## Belgische kampioenschappen
Outdoor
| Onderdeel | Jaar |
| --------- | ---- |
| 200 m     | 2023 |

## Persoonlijke records
Outdoor
| Onderdeel | Prestatie | Wind     | Datum            | Plaats    |
| --------- | --------- | -------- | ---------------- | --------- |
| 100 m     | 11,51 s   | -1,1 m/s | 12 augustus 2023 | Huizingen |
| 200 m     | 23,35 s   | +1,9 m/s | 10 juli 2022     | Albi      |

Indoor
| Onderdeel | Prestatie | Datum           | Plaats |
| --------- | --------- | --------------- | ------ |
| 60 m      | 7,37 s    | 9 februari 2019 | Gent   |
| 200 m     | 24,25 s   | 12 januari 2019 | Liévin |

## Palmares

### 100 m
- 2018: 5e in ½ fin.EK U18 in Győr – 11,75 s (w)
- 2018: 6e Olympische Jeugdspelen in Buenos Aires – 12,09 s + 11,57 s (w)
- 2019: 4e EJOF in Bakoe – 11,94 s
- 2023:  BK AC – 11,19 s  (w)

### 200 m
- 2023:  BK AC – 23,56 s

### 4 × 100 m
- 2020: 5e EK U20 in Tallinn – 43,66 s
- 2023: 5e EK U23 in Espoo – 43,66 s